# Pro-Life Alliance of Gays and Lesbians
La Pro-Life Alliance of Gays and Lesbians (Alliance pro-vie des gays et lesbiennes, PLAGAL) est une association américaine soutenant la position pro-vie selon laquelle la vie humaine commence à la conception et rejetant l'avortement, privilégiant l'ouverture à d'autres possibilités. L'association fait également part de son inquiétude que l'hypothèse d'une origine génétique de l'homosexualité pourrait ouvrir la possibilité d'avortements sélectifs.
PLAGAL est présidée par Cecilia Brown, membre du Parti vert des États-Unis.

## Histoire
PLAGAL a été fondée par Tom Sena en 1990 à Minneapolis, dans le Minnesota, et à Washington D.C. sous le nom de Gays Against Abortion. Son premier président, élu en 1994, était Philip Arcidi. En 1991, l'association a été rebaptisée pour prendre son nom actuel.
En mars 2005, PLAGAL a apporté son soutien à une proposition de loi introduite dans l'État du Maine, qui aurait interdit l'utilisation de la découverte éventuelle chez un enfant-à-naître d'un gène causant l'homosexualité pour avorter.

## Réaction à l'organisation dans les milieux LGBT
PLAGAL a été critiqué par les pro-choix LGBT, qui l'accusent de se trouver aux côtés de la droite religieuse américaine, hostile au mouvement LGBT, en défendant une position pro-vie. De grandes organisations LGBT comme GLAAD ou HRC affichent des positions pro-choix.
En 1995, PLAGAL s'est vu refuser de défiler dans le défilé de la gay pride à Boston, et son stand s'est fait prendre à partie par des opposants.

## Réactions à l'organisation dans les milieux pro-vie
PLAGAL est soutenu par une partie de la communauté pro-vie  et est officiellement acceptée dans la Marche pour la vie de Washington, D.C., bien que cela ne fut pas toujours le cas dans le passé.

## Source
- (en) Cet article est partiellement ou en totalité issu de l’article de Wikipédia en anglais intitulé « Pro-Life Alliance of Gays and Lesbians » (voir la liste des auteurs).